# Гроле-Сен-Бенуа
Гроле-Сен-Бенуа (фр. Groslée-Saint-Benoit) — муніципалітет у Франції, у регіоні Овернь-Рона-Альпи, департамент Ен. Гроле-Сен-Бенуа утворено 1 січня 2016 року шляхом злиття муніципалітетів Гроле i Сен-Бенуа. Адміністративним центром муніципалітету є Сен-Бенуа. Населення — 1238 осіб (01.01.2021).